# Dracaena arborea
Dracaena arborea är en sparrisväxtart som först beskrevs av Carl Ludwig von Willdenow och som fick sitt nu gällande namn av Heinrich Friedrich Link.
Dracaena arborea ingår i släktet dracenor och familjen sparrisväxter. Inga underarter finns listade i Catalogue of Life.